# Maleber (Andir)
Maleber is een bestuurslaag in het regentschap Kota Bandung van de provincie West-Java, Indonesië. Maleber telt 19.290 inwoners (volkstelling 2010).